# Вератрол
Вератрол (диметилпирокатехин, 1,2-диметоксибензол) — диметиловый эфир двухатомного фенола пирокатехина. Жидкость со сладковатым запахом, хорошо растворимая во многих органических растворителях.

## Реакционная способность
Вступает в ацилирование по Фриделю-Крафтсу по положению 4:
Вератрол — исходное соединение для получения вератрового альдегида (о-метилванилина), компонента парфюмерных композиций, который также используется для получения папаверина, спазмолитика миотропного действия. Вератрол вводят в реакцию карбонилирования по Вильсмейеру-Хааку:

## Синтез
Вератрол получают путём метилирования пирокатехина диметилсульфатом или диметилкарбонатом:

## Нахождение в природе
Вератрол обнаруживается в природе. Известно, что 1,2-диметоксибензол выступает в роли аттрактанта у некоторых насекомых. Вератрол — продукт о-метилирования гваякола, которое происходит под действием фермента О-метилтранферазы. Производное вератрола, вератровая кислота, в виде входит в состав алкалоида вератридина, который встречается в растениях рода Veratrum.

## Происхождение названия
Название было дано по роду чемерица (лат. Veratrum).